# 浄鏡院
浄鏡院（じょうきょういん、元文6年1月17日（1741年3月4日） - 文政4年12月17日（1822年1月9日））は、出羽国米沢藩主家の上杉氏一族の女性。9代藩主上杉治憲（上杉鷹山）の側室。4代藩主上杉綱憲の六男・上杉勝延（式部）の三女。初めお琴の方、後にお豊の方。一般的には生前のお豊の方で知られる。歌号は麗之。治憲との間に顕孝と寛之助をもうける。

## 経歴
治憲が米沢藩に初入部した翌年の明和7年（1770年）6月に側室となり、「お琴の方」と称す。治憲は他に側室を置かなかった。明和8年（1771年）に「お豊の方」と改名する。
安永5年（1776年）に顕孝を、安永7年（1778年）には寛之助を産むが、寛之助は出生した次の年に享年2で死去。
天明4年（1784年）には治憲の御堂での五穀豊穣を祈っての断食に同道する。
天明5年（1785年）に治憲が隠居し、同年9月22日に米沢城の三の丸に治憲の隠居所である餐霞館が完成すると、治憲や顕孝とともに移る。寛政6年（1794年）に息子の顕孝が19歳で死去する。
莅戸善政を中心とした寛政年間の改革の一つとして蚕桑役局再興を初めとする養蚕業推奨が再開、強化されたが、寛政9年（1797年）より餐霞館御奥で農家の女性を雇って飼蚕し、付女中とともにお豊の方も絹を織り、藩の養蚕業を重要視する姿勢を体現する。
文政7年（1820年）に治憲の70歳、お豊の方の80歳の寿の宴が餐霞館で開かれるが、その翌年の12月に81歳で死去した。墓所は林泉寺。